# One Kiss
One Kiss is een nummer van de Britse dj Calvin Harris en de Britse zangeres Dua Lipa uit 2018. 
Het nummer werd over de hele wereld een gigantische zomerhit. "One Kiss" haalde in veel landen de nummer 1-positie, waaronder Harris' en Lipa's thuisland het Verenigd Koninkrijk. Ook in de Vlaamse Ultratop 50 en de Nederlandse Top 40 werd het een nummer 1-hit.
In de laatste vestigde deze op 10 augustus 2018 een record door 16 weken de toppositie vast te houden. In de Mega Top 50 stond het nummer 15 weken op de eerste plaats, in de Single Top 100 6 weken.
In België werd One Kiss bekroond met dubbel platina, in het Verenigd Koninkrijk werden er meer dan 3 miljoen stuks verkocht. Goed voor zes keer platina, en de toppositie in de Britse eindjaarslijst.
One Kiss was de bestverkochte en meest gestreamde single in Nederland in 2018.
Ook was het de bestverkochte single in Vlaanderen van het jaar 2018. De 13 weken bovenaan de hitlijst zorgden voor een record, geen enkele vrouwelijke artieste stond ooit langer op 1 in de hitlijst. Dua Lipa brak het voorgaande record van Las Ketchup. Het record was slechts van korte duur, aangezien het in 2019 verbroken werd door Ava Max. In 2018 stond het nummer op de hoogste positie in de Dance 15 van The X Vibe, een jaarlijkse hitlijst met de populairste dancenummers van het jaar.

## Videoclip
De videoclip kwam uit op 1 mei 2018 op Apple Music, één dag later kwam hij uit op YouTube. De videoclip werd geregisseerd door Emil Nava, die al eerder videoclips maakte voor artiesten als Ellie Goulding, Zara Larsson en Ed Sheeran. In de video is de zangeres te zien met enkele andere dansers, en geeft tropische vibes. Calvin Harris komt ook voor in de clip als ober. 
De videoclip kreeg een nominatie voor een Brit Award in de categorie Beste videoclip en Beste Single, in die laatste categorie wist het duo de award binnen te halen.

## Live Performances
Dua Lipa en Calvin Harris brachten One Kiss voor het eerst live op 20 april 2018 tijdens een aflevering van The Graham Norton Show. Lipa zong het nummer ook solo tijdens de openingsceremonie van de UEFA Champions League-finale 2018 in Kyiv. Het nummer maakte deel uit van de setlist van haar the Self-Titled Tour (2017–2018) en werd later ook opgenomen in de Future Nostalgia Tour (2022) en met een remix van Oliver Heldens in de Radical Optimism Tour. Op 10 februari 2019 bracht Lipa een mash-up van One Kiss en Masseduction samen met St. Vincent tijdens de 61e Grammy Awards. Op 20 februari datzelfde jaar trad ze opnieuw op met Harris tijdens de Brit Awards, als onderdeel van een medley met Sam Smith en Rag'n'Bone Man.

## Hitnoteringen

### Nederlandse Top 40
| Hitnotering: 21-04-2018 t/m 27-10-2018 | Hitnotering: 21-04-2018 t/m 27-10-2018 | Hitnotering: 21-04-2018 t/m 27-10-2018 | Hitnotering: 21-04-2018 t/m 27-10-2018 | Hitnotering: 21-04-2018 t/m 27-10-2018 | Hitnotering: 21-04-2018 t/m 27-10-2018 | Hitnotering: 21-04-2018 t/m 27-10-2018 | Hitnotering: 21-04-2018 t/m 27-10-2018 | Hitnotering: 21-04-2018 t/m 27-10-2018 | Hitnotering: 21-04-2018 t/m 27-10-2018 | Hitnotering: 21-04-2018 t/m 27-10-2018 | Hitnotering: 21-04-2018 t/m 27-10-2018 | Hitnotering: 21-04-2018 t/m 27-10-2018 | Hitnotering: 21-04-2018 t/m 27-10-2018 | Hitnotering: 21-04-2018 t/m 27-10-2018 | Hitnotering: 21-04-2018 t/m 27-10-2018 |
| Week:                                  | 1                                      | 2                                      | 3                                      | 4                                      | 5                                      | 6                                      | 7                                      | 8                                      | 9                                      | 10                                     | 11                                     | 12                                     | 13                                     | 14                                     | 15                                     |
| -------------------------------------- | -------------------------------------- | -------------------------------------- | -------------------------------------- | -------------------------------------- | -------------------------------------- | -------------------------------------- | -------------------------------------- | -------------------------------------- | -------------------------------------- | -------------------------------------- | -------------------------------------- | -------------------------------------- | -------------------------------------- | -------------------------------------- | -------------------------------------- |
| Positie:                               | 9                                      | 1                                      | 1                                      | 1                                      | 1                                      | 1                                      | 1                                      | 1                                      | 1                                      | 1                                      | 1                                      | 1                                      | 1                                      | 1                                      | 1                                      |
| Week:                                  | 16                                     | 17                                     | 18                                     | 19                                     | 20                                     | 21                                     | 22                                     | 23                                     | 24                                     | 25                                     | 26                                     | 27                                     | 28                                     |                                        |                                        |
| Positie:                               | 1                                      | 1                                      | 5                                      | 7                                      | 10                                     | 15                                     | 18                                     | 19                                     | 21                                     | 22                                     | 32                                     | 37                                     | 40                                     | uit                                    |                                        |

### NederlandseSingle Top 100
| Hitnotering: (week 1 t/m 37) 14-04-2018 t/m 22-12-2018 Hitnotering: (week 38 t/m 43) 05-01-2019 t/m 09-02-2019 Hitnotering: (week 44 t/m 45) 23-02-2019 t/m 02-03-2019 | Hitnotering: (week 1 t/m 37) 14-04-2018 t/m 22-12-2018 Hitnotering: (week 38 t/m 43) 05-01-2019 t/m 09-02-2019 Hitnotering: (week 44 t/m 45) 23-02-2019 t/m 02-03-2019 | Hitnotering: (week 1 t/m 37) 14-04-2018 t/m 22-12-2018 Hitnotering: (week 38 t/m 43) 05-01-2019 t/m 09-02-2019 Hitnotering: (week 44 t/m 45) 23-02-2019 t/m 02-03-2019 | Hitnotering: (week 1 t/m 37) 14-04-2018 t/m 22-12-2018 Hitnotering: (week 38 t/m 43) 05-01-2019 t/m 09-02-2019 Hitnotering: (week 44 t/m 45) 23-02-2019 t/m 02-03-2019 | Hitnotering: (week 1 t/m 37) 14-04-2018 t/m 22-12-2018 Hitnotering: (week 38 t/m 43) 05-01-2019 t/m 09-02-2019 Hitnotering: (week 44 t/m 45) 23-02-2019 t/m 02-03-2019 | Hitnotering: (week 1 t/m 37) 14-04-2018 t/m 22-12-2018 Hitnotering: (week 38 t/m 43) 05-01-2019 t/m 09-02-2019 Hitnotering: (week 44 t/m 45) 23-02-2019 t/m 02-03-2019 | Hitnotering: (week 1 t/m 37) 14-04-2018 t/m 22-12-2018 Hitnotering: (week 38 t/m 43) 05-01-2019 t/m 09-02-2019 Hitnotering: (week 44 t/m 45) 23-02-2019 t/m 02-03-2019 | Hitnotering: (week 1 t/m 37) 14-04-2018 t/m 22-12-2018 Hitnotering: (week 38 t/m 43) 05-01-2019 t/m 09-02-2019 Hitnotering: (week 44 t/m 45) 23-02-2019 t/m 02-03-2019 | Hitnotering: (week 1 t/m 37) 14-04-2018 t/m 22-12-2018 Hitnotering: (week 38 t/m 43) 05-01-2019 t/m 09-02-2019 Hitnotering: (week 44 t/m 45) 23-02-2019 t/m 02-03-2019 | Hitnotering: (week 1 t/m 37) 14-04-2018 t/m 22-12-2018 Hitnotering: (week 38 t/m 43) 05-01-2019 t/m 09-02-2019 Hitnotering: (week 44 t/m 45) 23-02-2019 t/m 02-03-2019 | Hitnotering: (week 1 t/m 37) 14-04-2018 t/m 22-12-2018 Hitnotering: (week 38 t/m 43) 05-01-2019 t/m 09-02-2019 Hitnotering: (week 44 t/m 45) 23-02-2019 t/m 02-03-2019 | Hitnotering: (week 1 t/m 37) 14-04-2018 t/m 22-12-2018 Hitnotering: (week 38 t/m 43) 05-01-2019 t/m 09-02-2019 Hitnotering: (week 44 t/m 45) 23-02-2019 t/m 02-03-2019 | Hitnotering: (week 1 t/m 37) 14-04-2018 t/m 22-12-2018 Hitnotering: (week 38 t/m 43) 05-01-2019 t/m 09-02-2019 Hitnotering: (week 44 t/m 45) 23-02-2019 t/m 02-03-2019 | Hitnotering: (week 1 t/m 37) 14-04-2018 t/m 22-12-2018 Hitnotering: (week 38 t/m 43) 05-01-2019 t/m 09-02-2019 Hitnotering: (week 44 t/m 45) 23-02-2019 t/m 02-03-2019 | Hitnotering: (week 1 t/m 37) 14-04-2018 t/m 22-12-2018 Hitnotering: (week 38 t/m 43) 05-01-2019 t/m 09-02-2019 Hitnotering: (week 44 t/m 45) 23-02-2019 t/m 02-03-2019 | Hitnotering: (week 1 t/m 37) 14-04-2018 t/m 22-12-2018 Hitnotering: (week 38 t/m 43) 05-01-2019 t/m 09-02-2019 Hitnotering: (week 44 t/m 45) 23-02-2019 t/m 02-03-2019 | Hitnotering: (week 1 t/m 37) 14-04-2018 t/m 22-12-2018 Hitnotering: (week 38 t/m 43) 05-01-2019 t/m 09-02-2019 Hitnotering: (week 44 t/m 45) 23-02-2019 t/m 02-03-2019 | Hitnotering: (week 1 t/m 37) 14-04-2018 t/m 22-12-2018 Hitnotering: (week 38 t/m 43) 05-01-2019 t/m 09-02-2019 Hitnotering: (week 44 t/m 45) 23-02-2019 t/m 02-03-2019 | Hitnotering: (week 1 t/m 37) 14-04-2018 t/m 22-12-2018 Hitnotering: (week 38 t/m 43) 05-01-2019 t/m 09-02-2019 Hitnotering: (week 44 t/m 45) 23-02-2019 t/m 02-03-2019 | Hitnotering: (week 1 t/m 37) 14-04-2018 t/m 22-12-2018 Hitnotering: (week 38 t/m 43) 05-01-2019 t/m 09-02-2019 Hitnotering: (week 44 t/m 45) 23-02-2019 t/m 02-03-2019 | Hitnotering: (week 1 t/m 37) 14-04-2018 t/m 22-12-2018 Hitnotering: (week 38 t/m 43) 05-01-2019 t/m 09-02-2019 Hitnotering: (week 44 t/m 45) 23-02-2019 t/m 02-03-2019 | Hitnotering: (week 1 t/m 37) 14-04-2018 t/m 22-12-2018 Hitnotering: (week 38 t/m 43) 05-01-2019 t/m 09-02-2019 Hitnotering: (week 44 t/m 45) 23-02-2019 t/m 02-03-2019 | Hitnotering: (week 1 t/m 37) 14-04-2018 t/m 22-12-2018 Hitnotering: (week 38 t/m 43) 05-01-2019 t/m 09-02-2019 Hitnotering: (week 44 t/m 45) 23-02-2019 t/m 02-03-2019 | Hitnotering: (week 1 t/m 37) 14-04-2018 t/m 22-12-2018 Hitnotering: (week 38 t/m 43) 05-01-2019 t/m 09-02-2019 Hitnotering: (week 44 t/m 45) 23-02-2019 t/m 02-03-2019 | Hitnotering: (week 1 t/m 37) 14-04-2018 t/m 22-12-2018 Hitnotering: (week 38 t/m 43) 05-01-2019 t/m 09-02-2019 Hitnotering: (week 44 t/m 45) 23-02-2019 t/m 02-03-2019 |
| Week: | 1 | 2 | 3 | 4 | 5 | 6 | 7 | 8 | 9 | 10 | 11 | 12 | 13 | 14 | 15 | 16 | 17 | 18 | 19 | 20 | 21 | 22 | 23 | 24 |
| --- | --- | --- | --- | --- | --- | --- | --- | --- | --- | --- | --- | --- | --- | --- | --- | --- | --- | --- | --- | --- | --- | --- | --- | --- |
| Positie: | 28 | 3 | 2 | 2 | 1 | 1 | 1 | 1 | 1 | 1 | 2 | 4 | 4 | 4 | 5 | 5 | 8 | 8 | 9 | 10 | 16 | 19 | 24 | 30 |
| Week: | 25 | 26 | 27 | 28 | 29 | 30 | 31 | 32 | 33 | 34 | 35 | 36 | 37 | | 38 | 39 | 40 | 41 | 42 | 43 | | 44 | 45 | |
| Positie: | 34 | 39 | 47 | 49 | 56 | 55 | 63 | 64 | 66 | 78 | 88 | 55 | 70 | uit | 37 | 56 | 72 | 77 | 88 | 90 | uit | 82 | 81 | uit |

### VlaamseUltratop 50
| Hitnotering: (week 1 t/m 30) 14-04-2018 t/m 03-11-2018 Hitnotering: (week 31 t/m 32) 29-12-2018 t/m 05-01-2019 | Hitnotering: (week 1 t/m 30) 14-04-2018 t/m 03-11-2018 Hitnotering: (week 31 t/m 32) 29-12-2018 t/m 05-01-2019 | Hitnotering: (week 1 t/m 30) 14-04-2018 t/m 03-11-2018 Hitnotering: (week 31 t/m 32) 29-12-2018 t/m 05-01-2019 | Hitnotering: (week 1 t/m 30) 14-04-2018 t/m 03-11-2018 Hitnotering: (week 31 t/m 32) 29-12-2018 t/m 05-01-2019 | Hitnotering: (week 1 t/m 30) 14-04-2018 t/m 03-11-2018 Hitnotering: (week 31 t/m 32) 29-12-2018 t/m 05-01-2019 | Hitnotering: (week 1 t/m 30) 14-04-2018 t/m 03-11-2018 Hitnotering: (week 31 t/m 32) 29-12-2018 t/m 05-01-2019 | Hitnotering: (week 1 t/m 30) 14-04-2018 t/m 03-11-2018 Hitnotering: (week 31 t/m 32) 29-12-2018 t/m 05-01-2019 | Hitnotering: (week 1 t/m 30) 14-04-2018 t/m 03-11-2018 Hitnotering: (week 31 t/m 32) 29-12-2018 t/m 05-01-2019 | Hitnotering: (week 1 t/m 30) 14-04-2018 t/m 03-11-2018 Hitnotering: (week 31 t/m 32) 29-12-2018 t/m 05-01-2019 | Hitnotering: (week 1 t/m 30) 14-04-2018 t/m 03-11-2018 Hitnotering: (week 31 t/m 32) 29-12-2018 t/m 05-01-2019 | Hitnotering: (week 1 t/m 30) 14-04-2018 t/m 03-11-2018 Hitnotering: (week 31 t/m 32) 29-12-2018 t/m 05-01-2019 | Hitnotering: (week 1 t/m 30) 14-04-2018 t/m 03-11-2018 Hitnotering: (week 31 t/m 32) 29-12-2018 t/m 05-01-2019 | Hitnotering: (week 1 t/m 30) 14-04-2018 t/m 03-11-2018 Hitnotering: (week 31 t/m 32) 29-12-2018 t/m 05-01-2019 | Hitnotering: (week 1 t/m 30) 14-04-2018 t/m 03-11-2018 Hitnotering: (week 31 t/m 32) 29-12-2018 t/m 05-01-2019 | Hitnotering: (week 1 t/m 30) 14-04-2018 t/m 03-11-2018 Hitnotering: (week 31 t/m 32) 29-12-2018 t/m 05-01-2019 | Hitnotering: (week 1 t/m 30) 14-04-2018 t/m 03-11-2018 Hitnotering: (week 31 t/m 32) 29-12-2018 t/m 05-01-2019 | Hitnotering: (week 1 t/m 30) 14-04-2018 t/m 03-11-2018 Hitnotering: (week 31 t/m 32) 29-12-2018 t/m 05-01-2019 | Hitnotering: (week 1 t/m 30) 14-04-2018 t/m 03-11-2018 Hitnotering: (week 31 t/m 32) 29-12-2018 t/m 05-01-2019 |
| Week: | 1 | 2 | 3 | 4 | 5 | 6 | 7 | 8 | 9 | 10 | 11 | 12 | 13 | 14 | 15 | 16 | 17 |
| --- | --- | --- | --- | --- | --- | --- | --- | --- | --- | --- | --- | --- | --- | --- | --- | --- | --- |
| Positie: | 16 | 2 | 1 | 1 | 1 | 1 | 1 | 1 | 1 | 1 | 1 | 1 | 1 | 1 | 1 | 2 | 2 |
| Week: | 18 | 19 | 20 | 21 | 22 | 23 | 24 | 25 | 26 | 27 | 28 | 29 | 30 | | 31 | 32 | |
| Positie: | 2 | 2 | 2 | 4 | 4 | 10 | 15 | 16 | 17 | 29 | 24 | 27 | 34 | uit | 39 | 35 | uit |

### Mega Top 50
| Hitnotering: 14-04-2018 t/m 27-10-2018 | Hitnotering: 14-04-2018 t/m 27-10-2018 | Hitnotering: 14-04-2018 t/m 27-10-2018 | Hitnotering: 14-04-2018 t/m 27-10-2018 | Hitnotering: 14-04-2018 t/m 27-10-2018 | Hitnotering: 14-04-2018 t/m 27-10-2018 | Hitnotering: 14-04-2018 t/m 27-10-2018 | Hitnotering: 14-04-2018 t/m 27-10-2018 | Hitnotering: 14-04-2018 t/m 27-10-2018 | Hitnotering: 14-04-2018 t/m 27-10-2018 | Hitnotering: 14-04-2018 t/m 27-10-2018 | Hitnotering: 14-04-2018 t/m 27-10-2018 | Hitnotering: 14-04-2018 t/m 27-10-2018 | Hitnotering: 14-04-2018 t/m 27-10-2018 | Hitnotering: 14-04-2018 t/m 27-10-2018 | Hitnotering: 14-04-2018 t/m 27-10-2018 |
| Week:                                  | 1                                      | 2                                      | 3                                      | 4                                      | 5                                      | 6                                      | 7                                      | 8                                      | 9                                      | 10                                     | 11                                     | 12                                     | 13                                     | 14                                     | 15                                     |
| -------------------------------------- | -------------------------------------- | -------------------------------------- | -------------------------------------- | -------------------------------------- | -------------------------------------- | -------------------------------------- | -------------------------------------- | -------------------------------------- | -------------------------------------- | -------------------------------------- | -------------------------------------- | -------------------------------------- | -------------------------------------- | -------------------------------------- | -------------------------------------- |
| Positie:                               | 5                                      | 1                                      | 1                                      | 1                                      | 1                                      | 1                                      | 1                                      | 1                                      | 1                                      | 1                                      | 1                                      | 1                                      | 1                                      | 1                                      | 1                                      |
| Week:                                  | 16                                     | 17                                     | 18                                     | 19                                     | 20                                     | 21                                     | 22                                     | 23                                     | 24                                     | 25                                     | 26                                     | 27                                     | 28                                     | 29                                     |                                        |
| Positie:                               | 1                                      | 2                                      | 4                                      | 4                                      | 5                                      | 16                                     | 18                                     | 26                                     | 31                                     | 32                                     | 32                                     | 39                                     | 42                                     | 50                                     | uit                                    |

### NPO Radio 2 Top 2000
| Nummer met noteringen in de NPO Radio 2 Top 2000 | '19  | '20  | '21 | '22  |
| ------------------------------------------------ | ---- | ---- | --- | ---- |
| One Kiss                                         | 1861 | 1921 | -   | 1972 |

1. ↑  Een '-' betekent dat het nummer niet was genoteerd en een vetgedrukt getal geeft de hoogste notering aan.
2. ↑  2019 was het eerste jaar met een notering voor dit nummer.
3. ↑  Deze tabel is bijgewerkt tot en met de meest recente editie (2024).